# Piotr Kowalski (folklorysta)
Piotr Władysław Kowalski (ur. 1952 w Brzegu, zm. 6 grudnia 2011 w Toruniu) – polski filolog, etnolog, folklorysta, historyk i krytyk kultury.

## Życiorys
W 1976 roku ukończył filologię polską na Uniwersytecie Wrocławskim. Tam też doktoryzował się w 1984 roku przedkładając pracę Publicystyka kulturalna i problemy recepcji polskiej kultury masowej. Habilitował się w 1991 roku w Wyższej Szkole Pedagogicznej w Opolu na podstawie pracy Współczesny folklor i folklorystyka. O przedmiocie poznania w dzisiejszych badaniach folklorystycznych. Od 1999 roku profesor zwyczajny. Był wykładowcą na Uniwersytecie Opolskim Uniwersytecie Jagiellońskim i Uniwersytecie Wrocławskim (w Instytucie Dziennikarstwa i Komunikacji Społecznej, Wydział Filologiczny). Za pracę naukową i dydaktyczną otrzymał w 1999 Srebrny Krzyż Zasługi, w 2001 nagrodę i medal Zygmunta Glogera a w 2003 Medal Komisji Edukacji Narodowej
Główne zainteresowania naukowe: kultura staropolska, historia kultury polskiej XVII i XVIII wieku, historia kultury i komunikacji, historia literatury i kultury popularnej, teoria kultury i metodologia badań kulturoznawczych, teorie badań folklorystycznych, tradycyjne i magiczne wizje świata (kultura magiczna i ludowa), kultura popularna, antropologia współczesności, krytyka kultury.
Autor wielu książek i artykułów naukowych. Był też członkiem redakcji Kultury popularnej.

## Publikacje
Autor:
- Parterowy Olimp. Rzecz o polskiej kulturze masowej lat siedemdziesiątych, Wrocław 1988, Wyd. Ossolineum
- Współczesny folklor i folklorystyka: o przedmiocie poznania w dzisiejszych badaniach folklorystycznych, Wrocław 1990, Polskie Towarzystwo Ludoznawcze
- Samotność i wspólnota. Inskrypcje w przestrzeniach współczesnego życia, Opole 1993
- Prośba do Pana Boga. Rzecz o gestach wotywnych, Wrocław 1994
- (Nie)bezpieczne światy masowej wyobraźni. Studia o literaturze i kulturze popularnej, Opole 1996
- Leksykon. Znaki świata. Omeny, symbole, znaczenia, Wrocław – Warszawa 1998
- Zwierzoczłekoupiory, wampiry i inne bestie. Krwiożercze bestie i erozja symbolicznej interpretacji, Kraków 2000, Wydawnictwo UJ, seria Anthropos, ISBN 83-233-1338-5
- Theatrum świata całego i poćciwy gospodarz. O wizji świata pewnego siedemnastowiecznego pisarza ziemiańskiego, Kraków 2000, Wydawnictwo UJ, seria Anthropos, ISBN 83-233-1325-3
- Chleb nasz powszedni. O pieczywie w obrzędach, magii, literackich obrazach i opiniach dietetyków, Wrocław 2000
- Odyseje nasze byle jakie. Droga, przestrzeń i podróżowanie w kulturze współczesnej, Wrocław 2002
- Woda żywa. Opowieść o wodzie, zdrowiu, higienie i dietetyce, Wrocław 2002
- Popkultura i humaniści. Daleki od kompletności remanent spraw, poglądów i mistyfikacji, Kraków 2004, Wydawnictwo UJ, seria Anthropos, ISBN 83-233-1773-9
- O jednorożcu, Wieczerniku i innych motywach mniej lub bardziej ważnych. Szkice z historii kultury, Kraków 2007, Wydawnictwo UJ, seria Anthropos, ISBN 978-83-233-2310-5
- Matura, Sienkiewicz i wychowanie patriotyczne, Łomża 2007, Oficyna Wydawnicza Stopka

Redakcja prac zbiorowych:
- Oczywisty urok biesiadowania, Wrocław 1998, Towarzystwo Przyjaciół Polonistyki Wrocławskiej
- (z A. Gleń) Obecność i przemijanie. Fenomen początku i końca w kulturze i literaturze współczesnej, Opole 2001
- Przestrzenie, miejsca, wędrówki. Kategoria przestrzeni w badaniach kulturowych i literackich, Opole 2001
- Teatr wielki, mniejszy i codzienny, Opole 2002
- Wędrować, pielgrzymować, być turystą. Podróż w dyskursach kultury, Opole 2003
- (z M. Sztandara) O granicach i ich przekraczaniu, Opole 2004
- Polacy o sobie. Współczesna autorefleksja. Jednostka, społeczeństwo, historia, Łomża 2005
- (ze Zbigniewem Liberą) Poszukiwanie sensów. Lekcja z czytania kultury, Kraków 2006, Wydawnictwo Uniwersytetu Jagiellońskiego, seria Anthropos
- (ze Stanisławem Zagórskim) Co kochamy? Polacy w poszukiwaniu wartości, Łomża 2009, Oficyna Wydawnicza Stopka
- Tabu, etykieta, dobre obyczaje, Wrocław 2009, Wydawnictwo Uniwersytetu Wrocławskiego
- Gratulanci i winszownicy. Zarys komunikacyjnej historii winszowania, Wrocław 2010, Wydawnictwo Uniwersytetu Wrocławskiego
- Monety, banknoty i inne środki wymiany. Pieniądz w dyskursach kultury, Wrocław 2010, Wydawnictwo Uniwersytetu Wrocławskiego